# Пет Годжилл
Патрисія «Пет» Крістін Ходжилл (англ. Patricia «Pat» Christine Hodgell, нар. 16 березня 1951) — американська письменниця фентезі та колишня академік. Ходжилл викладала на кафедрі англійської мови в Університеті Вісконсін-Ошкош, але пішла у відставку в 2006 році, щоб продовжити письменницьку кар'єру. Вона отримала кілька нагород за свої роботи.

## Академічна кар'єра
Ходжелл має ступінь магістра з англійської літератури та докторський ступінь з англійської літератури XIX століття, обидва здобуті в Університеті Міннесоти. Вона захистила докторську дисертацію на тему «Айвенго» сера Вальтера Скотта між публікацією своїх перших двох фентезійних романів, «Переслідування Бога» і «Темрява Місяця». Випускниця письменницьких майстерень Кларіона та Мілфорда. Вона є випускницею Clarion і Milford Writer's Workshops . В академічних колах Ходжилл підготувала курс наукової фантастики та фентезі на основі аудіокасет для Університету Міннесоти. Вона багато років викладала на кафедрі англійської мови в Університеті Вісконсін-Ошкош, але в 2006 році вийшла на пенсію, щоб продовжити кар'єру письменника. Під час навчання в Університеті Вісконсіна ПК Ходжилл розподіляла свій час між викладанням і написанням, приділяючи сильний наголос «усьому, що збуджує уяву». Це включало відвідування конференцій науково-фантичних конгресів та хобі (колекціонування пряжі, в'язання, вишивання та виховання котів).

## Написання
Протягом багатьох років PC Hodgell видавали кілька видавництв. Два з її останніх видавців, Hypatia Press і Meisha Merlin, припинили діяльність, остання у 2007 році, відповідно, тимчасово залишивши її без місця для майбутніх робіт. Її роботу підхопив Баен у 2010 році або незадовго до цього, який опублікував п'ятий роман «Джейм», «Зв'язаний кров'ю», і перевидав попередні чотири книги як пару збірних видань, «Хроніки переслідувача богів» і «Погибель шукача». Баен також випустив романи як електронні книги.

### Синопсис серіалу
Книги Кенсір, починаючи з Божого Стебла, зосереджені на трьох народах Кенсірат, Високонароджених (вожді), Кендарів (ремісники та солдати) та Аррін-Кен (котоподібні судді). Їх зібрав Триликий Бог, щоб протистояти загрозі хаосу під назвою Perimal Darkling за 30 000 років до подій, описаних у книгах. Віками Кенсірат вели довгий відступ, здавалося, покинуті своїм богом, очікуючи на народження обіцяного Тір-Рідана, трьох, які очолить останню битву проти Вічного Темряви. Минуло три тисячі років відтоді, як Кенсірат відступили до Ратілієну після нищівної зради. Значно зменшившись, вони залишаються сторонніми для місцевих сил Ратілієну.
Джейм (Джаметіель), високонароджена жінка, тікає до Ратілієну після багатьох років у тінях останнього світу, що впав, її спогади неповні. Поступово дізнається, що її брат-близнюк Торі, тепер відомий як Торісен Чорний Лорд, повернув місце їхнього батька як Верховного Лорда Кенсірату. Зі свого зв'язку з деструктивною стороною божества Кенсір вона також підозрює, що вона може бути однією з Тир-Ріданів. Її брат і її двоюрідний брат Кіндрі, цілитель, ймовірно, є двома іншими, що представляють Створення та Збереження відповідно. Кенсірат аж ніяк не перебуває в мирі, оточений народами та силами Ратілієну, роз'єднаний розбіжностями між трьома народами та політичними суперечностями між дев'ятьма головними Домами Високонароджених.
За цією історією стоїть ще одна історія — зрада Кенсіратів Геррідоном Хайлордом три тисячі років тому в іншому світі. Він і його сестра Джаметіель Мрія Вівер майже знищили все військо Кенсір. Зі свого будинку в Тінях занепалого світу Геррідон і його прихильники, що залишилися, планують зберегти своє безсмертя, зігравши не останню роль у занепаді дому Кнорт, з якого Джейм, Торі та Кіндрі є останніми, хто вижив. Поки Торі намагається знайти своє місце лідера свого народу, Джейм намагається знайти місце серед них і розгадує темні таємниці їхньої спадщини, вона дізнається, що Геррідон має на неї інші плани, а не як на одну з Тір-Ріданів. Троє молодих Нортів є продуктом угод Ґеррідона, щоб створити заміну для своєї в'янучої сестри, нового Ткач Мрій, щоб зібрати більше душ Кенсір, щоб підтримувати його, оскільки Ткач Мрій був матір'ю Торі та Джейма, а сам Ґеррідон породив Кіндрі.

### Хроніки Божого Сталкера
1. God Stalk, 1982 (ISBN 978-0425060797)
2. Темна сторона місяця, 1985 (ISBN 978-0689311710)
3. Маска шукача, 1994 (ISBN 978-0739418871)
4. To Ride a Rathorn, серпень 2006 (ISBN 978-1592221028)
5. Bound in Blood, березень 2010 (ISBN 978-1439133408)
6. Парадокс Честі, грудень 2011 (ISBN 978-1451637625)
7. Море часу, червень 2014 (ISBN 978-1476736495)
8. Ворота Тагмета, серпень 2017 (ISBN 978-1481482547)[3]
9. Автор: Demons Possessed, травень 2019 (ISBN 978-1481483988)[4]
10. Deathless Gods, жовтень 2022 (ISBN 978-1982192167)

Збірка оповідань
- Blood and Ivory: A Tapestry, 2002: містить кілька нових історій, деякі з яких були опубліковані раніше (тверда обкладинка:ISBN 978-1-892065-73-5, м'яка обкладинка:ISBN 978-1-892065-72-8)
  - «Серця плетених тіней»
  - «Загублені вузли»
  - «Серед мертвих»
  - «Дитина темряви» (перша історія Ходжелла, дія якої відбувається в альтернативному всесвіті, коли Джейм і Кенсірат прибувають у світ, дещо схожий на наш, після Голокосту)
  - «Справа честі» (історія, яка стала причиною виникнення God Stalk)
  - «Кістки»
  - «Чужа кров» (друге оповідання Ходжела про Джейма)
  - «Балада про білу чуму» (розповідь про Шерлока Холмса)

Інші оповідання
- «The Talisman's Trinket» (2011; розміщено на веб-сайті Baen)[5]
- «Songs of Waste and Wood» (2014; пов'язано з The Sea of Time, розміщене на веб-сайті Baen)[6]

Омнібусні видання
- Chronicles of the Kencyrath, 1987: містить God Stalk і Dark of the Moon (ISBN 978-0450424007)
- Dark of the Gods, 2000: містить Боже стебло, Dark of the Moon та оповідання Bones (ISBN 978-1892065261)
- Godstalker Chronicles, 2006: містить God Stalk, Dark of the Moon, Seeker's Mask, To Ride a Rathorn і Blood and Ivory: A Tapestry у форматі електронних книг Baen.[7]
- The God Stalker Chronicles, 2009: містить God Stalk і Dark of the Moon (ISBN 143913295X)
- Прокляття Шукача, TBP 7 липня 2009 р. з Баен: містить Маску Шукача та Їздити на Шипу (ISBN 1439132976)

## Нагороди та відзнаки
- 1987: доктор філософії доктор англійської літератури, Університет Міннесоти
- Премія Minnesota Fantasy
  - 2008: PC Hodgell
- Міфопоетична фантастика Awards
  - 1983: Фіналіст — God Stalk від PC Hodgell
  - 1986: Фіналіст — «Темна сторона місяця» П. К. Ходжелла
- Премія Локус
  - 1981: «Дитина темряви», номінація за найкраще оповідання
  - 1983: God Stalk, номінація на найкращий перший роман
  - 1986: Темна сторона місяця, номінація на найкращий фантастичний роман
- Почесний гість Arcana 40 у 2010 році, з'їзд темного фентезі, що відбувся в Сент-Полі, Міннесота
- Спеціальний гість на Minicon 21 (1986), 24 (1989) і 25 (1990)
- Автор, почесний гість на Capricon 10 (1990)